# Keith and Mavis Smith Park
Keith and Mavis Smith Park är en mindre park i Batemans Bay i kommunen (shire) Eurobodalla i delstaten New South Wales i Australien.
Parken som ligger i stadsdelen Catalina, mellan Ridge Street och Beach Road, planterades och sköttes under nära fyra decennier av det äkta paret Keith och Mavis Smith. År 2011, efter makarnas bortgång, bestämde Eurobodalla Shire Council att hedra paret genom att uppkalla platsen efter dem.